# Кортина

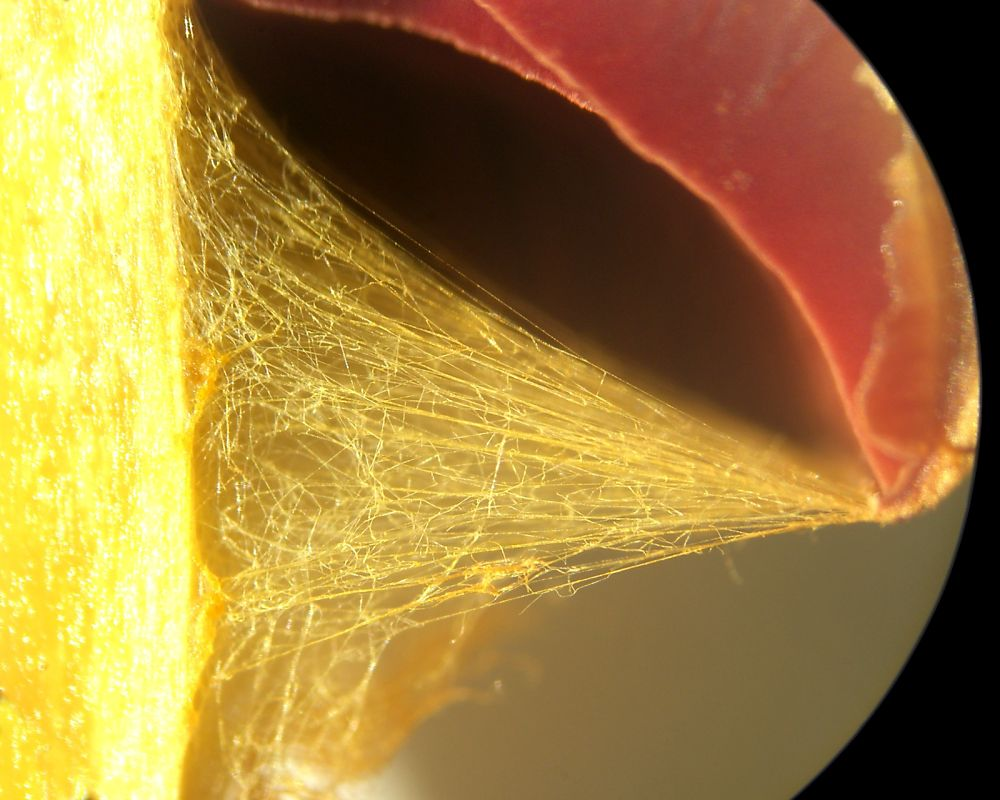
Кортина у гриба Cortinarius semisanguineus

Кортина (лат. cortina) — частково збережене покривало у вигляді павутиння у грибів, що оберігає випадання незрілих спор на землю. Вона зазвичай зникає у зрілих плодових тілах, інколи залишаючи кільце на ніжці. Кортину можна помітити за допомогою збільшувального скла у дуже молодих грибів. Рід грибів павутинників (Cortinarius) названий через те, що у молодому віці кортину видно неозброєним оком у молодих плодових тілах.